# Port lotniczy Rabak
Port lotniczy Rabak (IATA: KST, ICAO: HSKI) – port lotniczy położony w Kusti, w Sudanie.